# نظائر الغاليوم
يوجد هناك 31 نظيراً معروفاً للغاليوم، والتي تتراوح أعدادها الكتليّة بين 56 إلى 86؛ ويوجد منها نظيران مستقرّان فقط: غاليوم-69 69Ga وغاليوم-71 71Ga؛ وهما متوفّران في الطبيعة، ويشكّل غاليوم-69 69Ga النسبة الأكبر بمقدار 60.1% من حيث الوفرة، في حين أنّ النسبة المتبقّيّة هي للغاليوم-71 71Ga بوفرة طبيعية مقدارها 39.9%.
أمّا النظائر المتبقّيّة فهي جميعها نظائر مشعّة، أطولها عمراً النظير غاليوم-67 67Ga بمعمر نصف مقداره 3.26 يوم. تضمحلّ النظائر الأخفّ من غاليوم-69 69Ga وفق انبعاث البوزيترون أو التقاط إلكترون إلى نظائر الزنك؛ على الرغم من أنّ النظائر الخفيفة ذات الأعداد الكتليّة القليلة من الغاليوم (عدد كتلي بين 56-59) تضمحلّ وفق انبعاث البروتون. بالمقابل، تضمحلّ النظائر الأثقل من غاليوم-71 71Ga وفق اضمحلال بيتا (انبعاث الإلكترون)، وغالباً مع حدوث انبعاث النيوترون إلى الجرمانيوم؛ أمّا النظير غاليوم-70 فيمكنه الاضمحلال وفق الأسلوبين.
يتميّز النظير غاليوم-67 67Ga من بين النظائر الخفيفة بمقدرته على اتخاذ أسلوب اضمحلال على هيئة التقاط إلكترون فقط، إذ أنّ طاقة اضمحلاله غير كافية للسماح بحدوث انبعاث البوزيترون.
يستخدم النظيران غاليوم-67 67Ga (عمر النصف 3.26 يوم) والنظير غاليوم-68 68Ga (عمر النصف 67.71 دقيقة) في الطبّ النووي على هيئة قائفة مشعّة في التصوير المقطعي بالإصدار البوزيتروني. إذ ينتَج الغاليوم-67 67Ga في مسرّع دوراني ؛ في حين أنّ الغاليوم-68 لا يحتاج إلى ذلك الجهاز، وبدلاً من ذلك يستحصَل عليه من الجرمانيوم-69، والذي يتحوّل إلى جرمانيوم-68، ومنه إلى غاليوم-68 في مولّد الغاليوم-68. من أجل الفحص يعطى الغاليوم عادةً على شكل معقّد استخلابي مع ربيطة من تتراكسيتان (المعروف أيضاً بالاختصار DOTA).